# Jimmy Reece
James Garland Reece Sr, detto Jimmy (Oklahoma City, 17 novembre 1929 – Trenton, 28 settembre 1958), è stato un pilota automobilistico statunitense.

## Biografia
Tra il 1950 e il 1960 la 500 Miglia faceva parte del Campionato Mondiale, per questo motivo Reece ha all'attivo anche sei Gran Premi in Formula 1.
Reece rimase ucciso in una gara presso la Trenton Speedway; terminato il primo giro, Reece non si accorse della presenza di un cumulo di sporcizia presente sulla sua traiettoria e lo colpì in pieno, finendo contro una recinzione di legno. Nell'impatto, il pilota venne espulso fuori dalla sua vettura, riportando lesioni multiple, per poi morire in ambulanza. Reece viene sepolto presso il cimitero di Rose Hill ad Oklahoma City, Oklahoma.

## Risultati in Formula 1
| 1952 | Scuderia  | Vettura           |  |   |  |  |  |  |  |  |  |  |  | Punti | Pos. |
| ---- | --------- | ----------------- |  | - |  |  |  |  |  |  |  |  |  | ----- | ---- |
| 1952 | John Zink | Kurtis Kraft 4000 |  | 7 |  |  |  |  |  |  |  |  |  | 0     |      |

| 1954 | Scuderia      | Vettura    |  |    |  |  |  |  |  |  |  |  |  | Punti | Pos. |
| ---- | ------------- | ---------- |  | -- |  |  |  |  |  |  |  |  |  | ----- | ---- |
| 1954 | Emmett Malloy | Pankratz D |  | 17 |  |  |  |  |  |  |  |  |  | 0     |      |

| 1955 | Scuderia      | Vettura    |  |  |     |  |  |  |  |  |  |  |  | Punti | Pos. |
| ---- | ------------- | ---------- |  |  | --- |  |  |  |  |  |  |  |  | ----- | ---- |
| 1955 | Emmett Malloy | Pankratz D |  |  | Rit |  |  |  |  |  |  |  |  | 0     |      |

| 1956 | Scuderia         | Vettura  |  |  |   |  |  |  |  |  |  |  |  | Punti | Pos. |
| ---- | ---------------- | -------- |  |  | - |  |  |  |  |  |  |  |  | ----- | ---- |
| 1956 | Massaglia Hotels | Lesovsky |  |  | 9 |  |  |  |  |  |  |  |  | 0     |      |

| 1957 | Scuderia                 | Vettura           |  |  |     |  |  |  |  |  |  |  |  | Punti | Pos. |
| ---- | ------------------------ | ----------------- |  |  | --- |  |  |  |  |  |  |  |  | ----- | ---- |
| 1957 | Hoyt Machine/Fred Sommer | Kurtis Kraft 500C |  |  | Rit |  |  |  |  |  |  |  |  | 0     |      |

| 1958 | Scuderia  | Vettura              |  |  |  |   |  |  |  |  |  |  |  | Punti | Pos. |
| ---- | --------- | -------------------- |  |  |  | - |  |  |  |  |  |  |  | ----- | ---- |
| 1958 | John Zink | Watson Indy Roadster |  |  |  | 6 |  |  |  |  |  |  |  | 0     |      |

| Legenda | 1º posto     | 2º posto | 3º posto    | A punti         | Senza punti/Non class.  | Grassetto – Pole position Corsivo – Giro più veloce |
| Legenda | Squalificato | Ritirato | Non partito | Non qualificato | Solo prove/Terzo pilota | Grassetto – Pole position Corsivo – Giro più veloce |